# Тоссичия
Тоссичи́я (итал. Tossicia) — коммуна в Италии, располагается в регионе Абруццо, в провинции Терамо.
Население составляет 1474 человека (2008 г.), плотность населения составляет 59 чел./км². Занимает площадь 25 км². Почтовый индекс — 64049. Телефонный код — 0861.
Покровительницей коммуны почитается святая Симфороза из Тиволи, празднование 18 июля.

## Демография
Динамика населения:

## Администрация коммуны
- Официальный сайт: http://www.comune.tossicia.te.it/